# Campeonato Brasileiro de Futebol de 2013 - Série B
A Série B do Campeonato Brasileiro de Futebol de 2013 foi a 32.ª edição da competição de futebol realizada no Brasil, equivalente à segunda divisão. Foi disputada por 20 clubes, entre 24 de maio e 30 de novembro. Os quatro primeiros colocados tiveram acesso à Série A de 2014 e os quatro últimos foram rebaixados à Série C de 2014.
Os jogos tiveram uma pausa durante a Copa das Confederações de 2013, que foi realizada entre junho e julho no Brasil. A competição teve seis rodadas disputadas antes da paralisação.
A primeira equipe a garantir matematicamente o acesso à Série A de 2014 foi o Palmeiras. Rebaixada em 2012, a equipe paulista foi promovida depois de um empate sem gols com o São Caetano, no Pacaembu, com seis rodadas de antecedência. Na antepenúltima rodada, o time da capital paulista também faturou o título da competição, com a vitória por 3–0 sobre o Boa Esporte, no Pacaembu. Foi o segundo título da equipe na história do torneio; o primeiro conquistado em 2003.
Além do Palmeiras, a definição para o acesso começou-se a definir na 36ª rodada. Pela primeira vez desde 1979, a Chapecoense disputará na elite do futebol brasileiro, após empatar em 1–1 com o Bragantino, em Chapecó. Na rodada seguinte, o Sport foi outra equipe promovida à principal divisão do futebol brasileiro, depois de vencer por 3–2 o Boa, em Varginha. A última vaga na Série A foi definida na rodada final; o Figueirense empatou em 1–1 com o Bragantino, fora de casa, e garantiu o retorno a divisão principal um ano após cair.
Na parte inferior da tabela, a duas rodadas do término do campeonato, a primeira equipe descendida à Série C de 2014 foi o ASA, após a goleada sofrida para o ABC por 4–1, em Natal. Na penúltima rodada, com a combinação de resultados, o São Caetano foi rebaixado antes mesmo de entrar em campo para a partida diante do América de Natal, no Anacleto Campanella, onde empatou por 2–2. Paysandu e Guaratinguetá caíram para a Série C na última rodada, depois do primeiro empatar com o Sport por 0–0 na Ilha do Retiro, e o segundo com a derrota para o Atlético Goianiense por 2–0, no Estádio Serra Dourada.

## Regulamento
Pelo oitavo ano consecutivo, a Série B foi disputada por 20 clubes no sistema de ida e volta por pontos corridos. Em cada turno, os times jogaram entre si uma única vez. Os jogos do primeiro turno foram realizados na mesma ordem no segundo turno, apenas com o mando de campo invertido. Não há campeões por turnos, sendo declarado campeão o time que obtiver o maior número de pontos após as 38 rodadas. Ao final, os quatro primeiros times ascenderam para a Série A de 2014, da mesma forma que os quatro últimos cairam para a Série C do ano seguinte.

### Critérios de desempate
Em caso de empate por pontos entre dois clubes, os critérios de desempate foram aplicados na seguinte ordem:
1. Número de vitórias
2. Saldo de gols
3. Gols marcados
4. Confronto direto
5. Número de cartões vermelhos
6. Número de cartões amarelos
7. Sorteio

## Participantes
| Equipe              | Cidade             | Estado | Em 2012       | Estádio (mando)     | Capacidade | Títulos        | Participações |
| ------------------- | ------------------ | ------ | ------------- | ------------------- | ---------- | -------------- | ------------- |
| ABC                 | Natal              | RN     | 12º           | Frasqueirão         | 15 082     | 0 (não possui) | 18            |
| América de Natal    | Natal              | RN     | 9º            | Nazarenão[a]        | 5 200      | 0 (não possui) | 23            |
| América Mineiro     | Belo Horizonte     | MG     | 8º            | Independência       | 23 018     | 1 (1997)       | 21            |
| ASA                 | Arapiraca          | AL     | 13º           | Fumerão             | 12 500     | 0 (não possui) | 7             |
| Atlético Goianiense | Goiânia            | GO     | 19º (Série A) | Serra Dourada       | 42 000     | 0 (não possui) | 10            |
| Avaí                | Florianópolis      | SC     | 7º            | Ressacada           | 17 826     | 0 (não possui) | 18            |
| Boa Esporte         | Varginha           | MG     | 15º           | Melão               | 15 471     | 0 (não possui) | 3             |
| Bragantino          | Bragança Paulista  | SP     | 14º           | Nabi Abi Chedid     | 17 022     | 1 (1989)       | 11            |
| Ceará               | Fortaleza          | CE     | 11º           | Arena Castelão      | 63 903     | 0 (não possui) | 26            |
| Chapecoense         | Chapecó            | SC     | 3º (Série C)  | Arena Condá         | 12 817     | 0 (não possui) | 3             |
| Figueirense         | Florianópolis      | SC     | 20º (Série A) | Orlando Scarpelli   | 19 584     | 0 (não possui) | 9             |
| Guaratinguetá       | Guaratinguetá      | SP     | 16º           | Ninho da Garça      | 16 095     | 0 (não possui) | 4             |
| Icasa               | Juazeiro do Norte  | CE     | 2º (Série C)  | Romeirão            | 10 000     | 0 (não possui) | 4             |
| Joinville           | Joinville          | SC     | 6º            | Arena Joinville     | 20 160     | 0 (não possui) | 18            |
| Oeste               | Itápolis           | SP     | 1º (Série C)  | Amaros              | 13 444     | 0 (não possui) | 1             |
| Palmeiras           | São Paulo          | SP     | 18° (Série A) | Pacaembu[b]         | 37 730     | 1 (2003)       | 4             |
| Paraná              | Curitiba           | PR     | 10º           | Vila Capanema       | 17 000     | 1 (1992)       | 9             |
| Paysandu            | Belém              | PA     | 4º (Série C)  | Curuzu              | 16 200     | 2 (1991, 2001) | 14            |
| São Caetano         | São Caetano do Sul | SP     | 5º            | Anacleto Campanella | 16 744     | 0 (não possui) | 9             |
| Sport               | Recife             | PE     | 17º (Série A) | Ilha do Retiro      | 30 520     | 1 (1990)       | 11            |

- a. ^  O Estádio Machadão foi demolido e no lugar estava sendo construída a Arena das Dunas visando a Copa do Mundo FIFA de 2014. O América de Natal mandou seus jogos iniciais no Estádio Barrettão, em Ceará-Mirim, e os restantes no Estádio Nazarenão, em Goianinha.[14][15]
- b. ^  O Estádio Palestra Itália estava sendo remodelado para se tornar o Allianz Parque. O Palmeiras mandou seus jogos no Estádio do Pacaembu, bem como em outros estádios eventualmente.

## Estádios

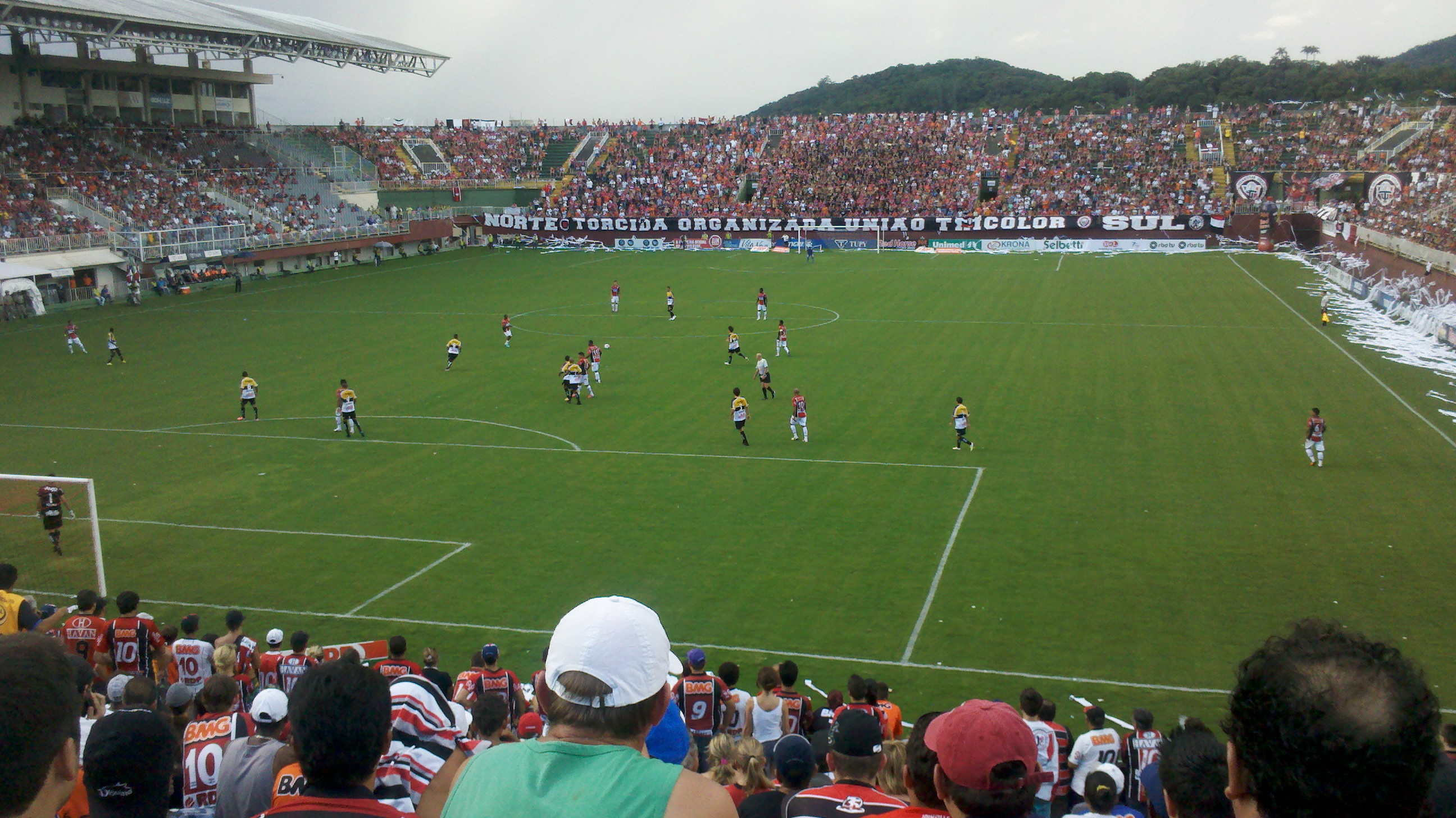
Arena Joinville
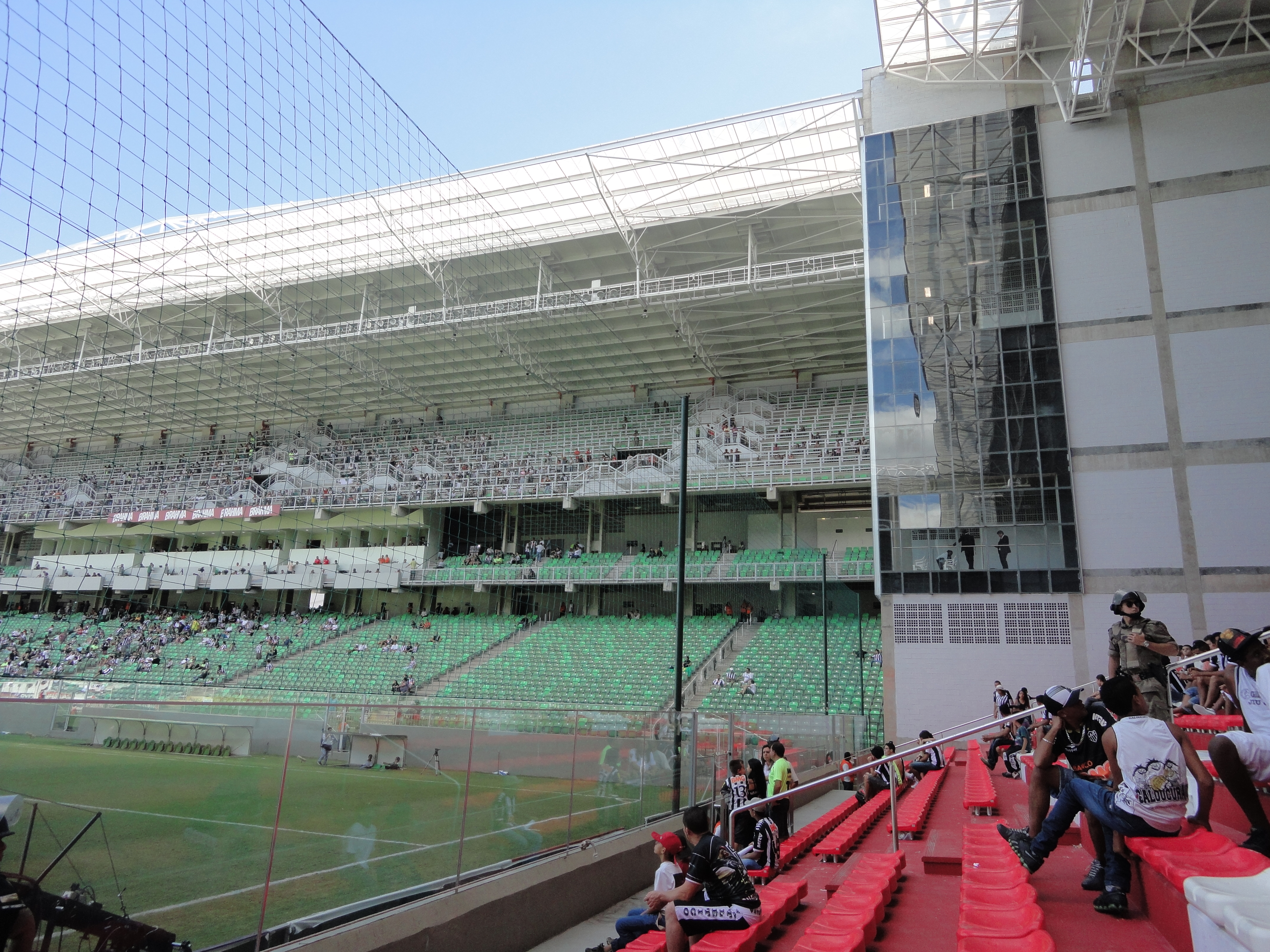
Independência
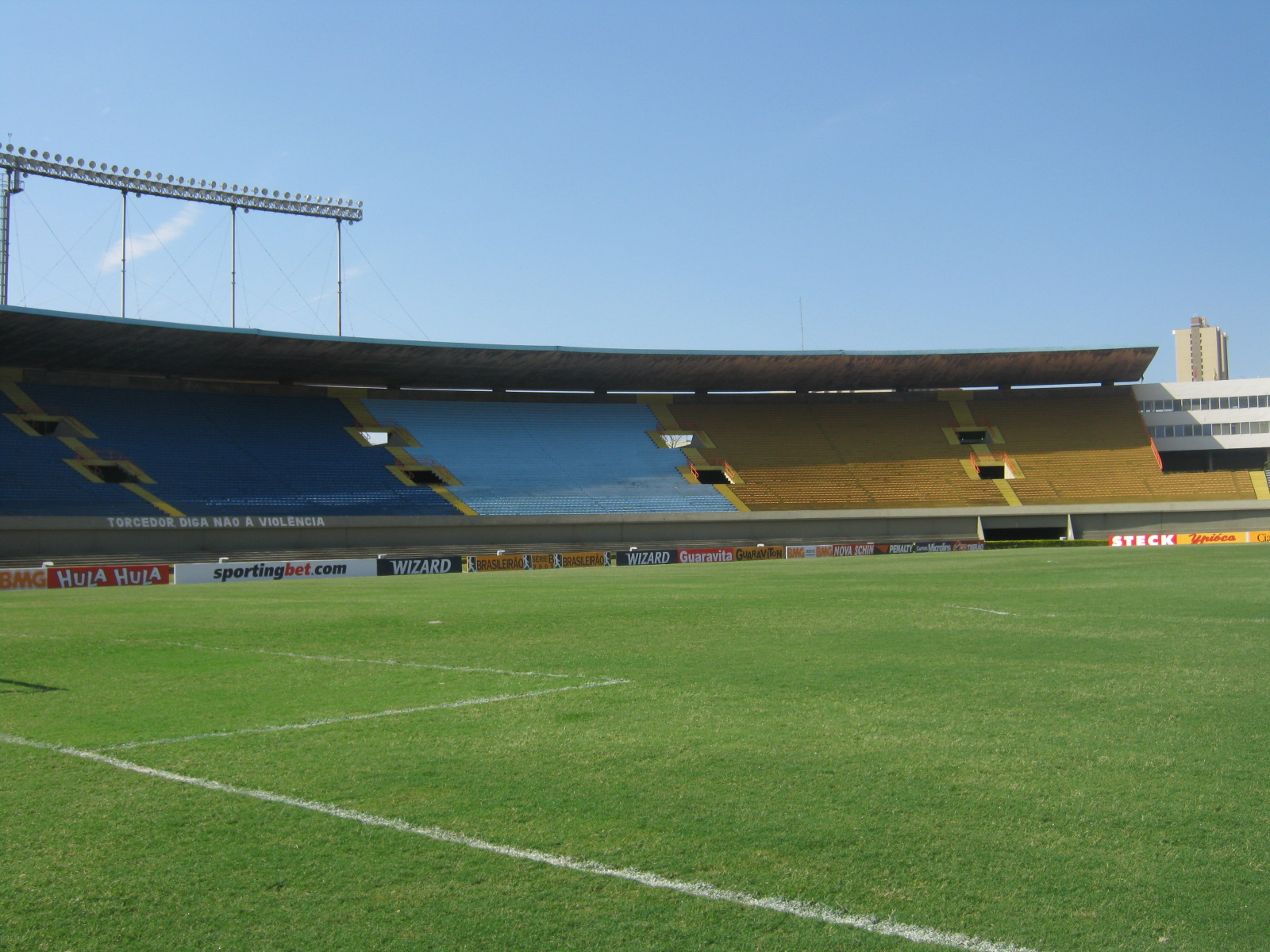
Serra Dourada
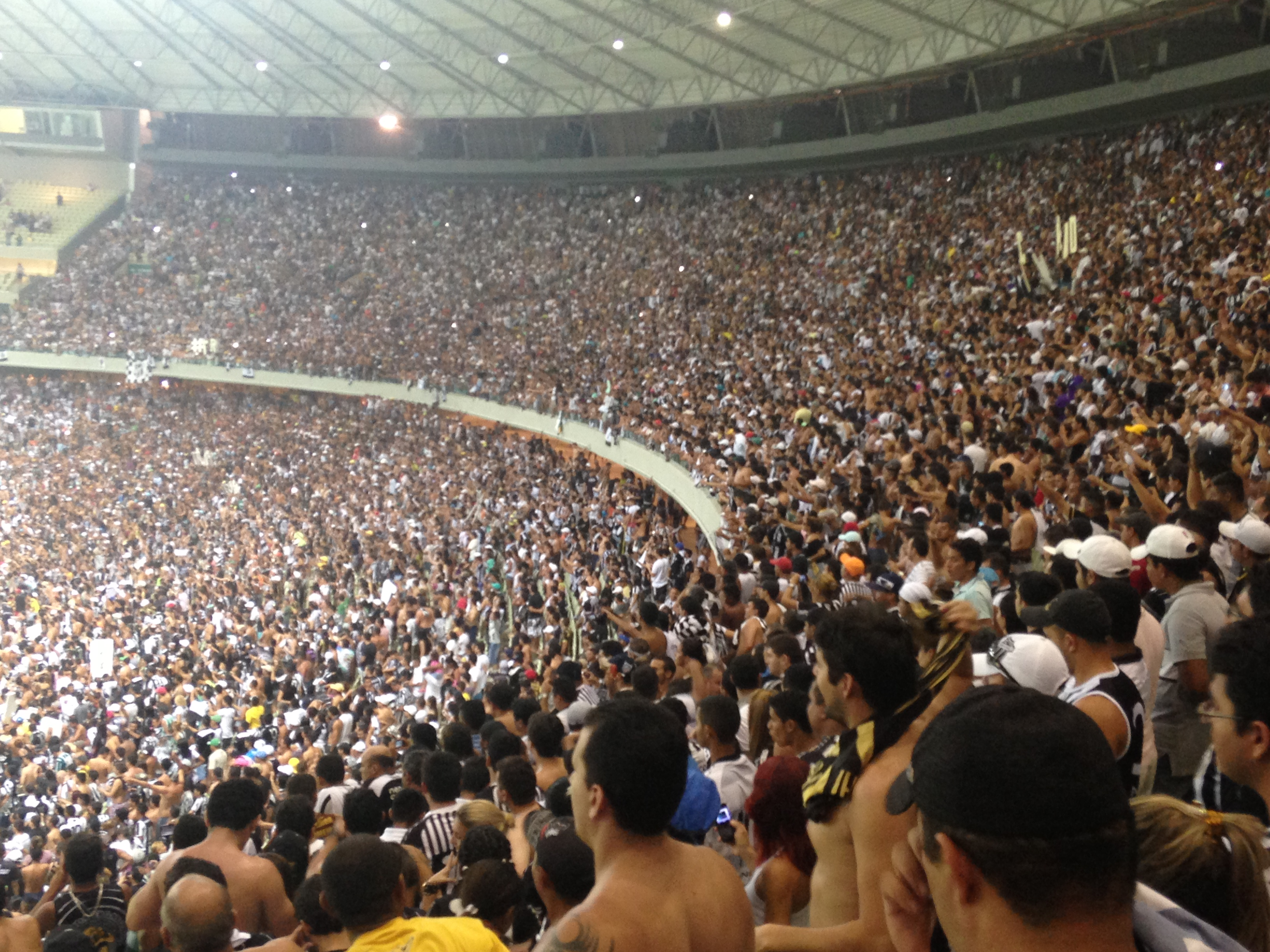
Arena Castelão
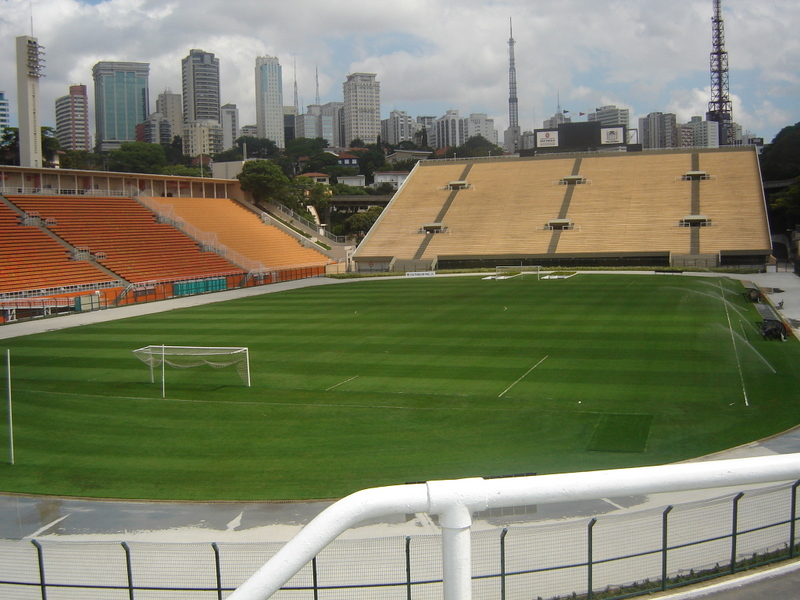
Pacaembu
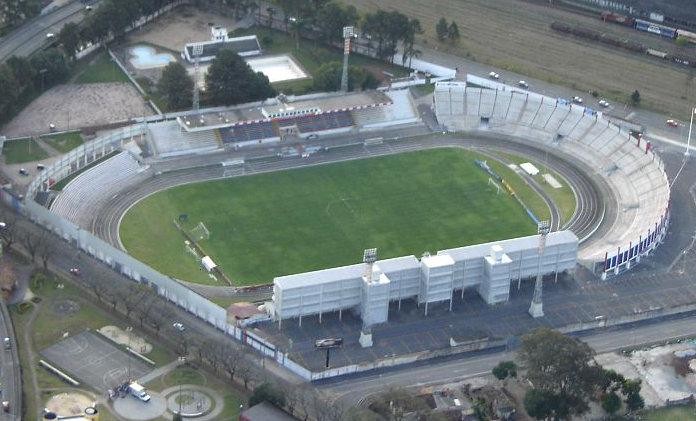
Vila Capanema
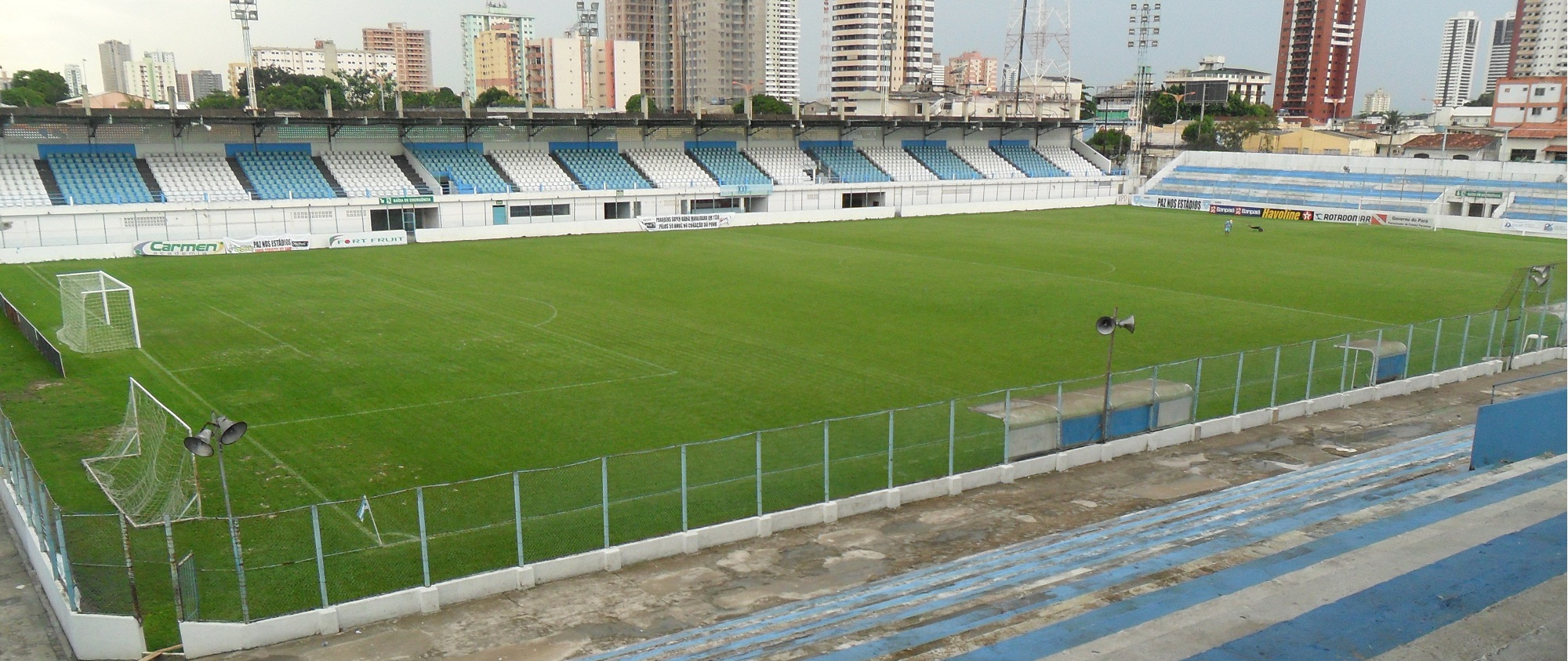
Curuzu
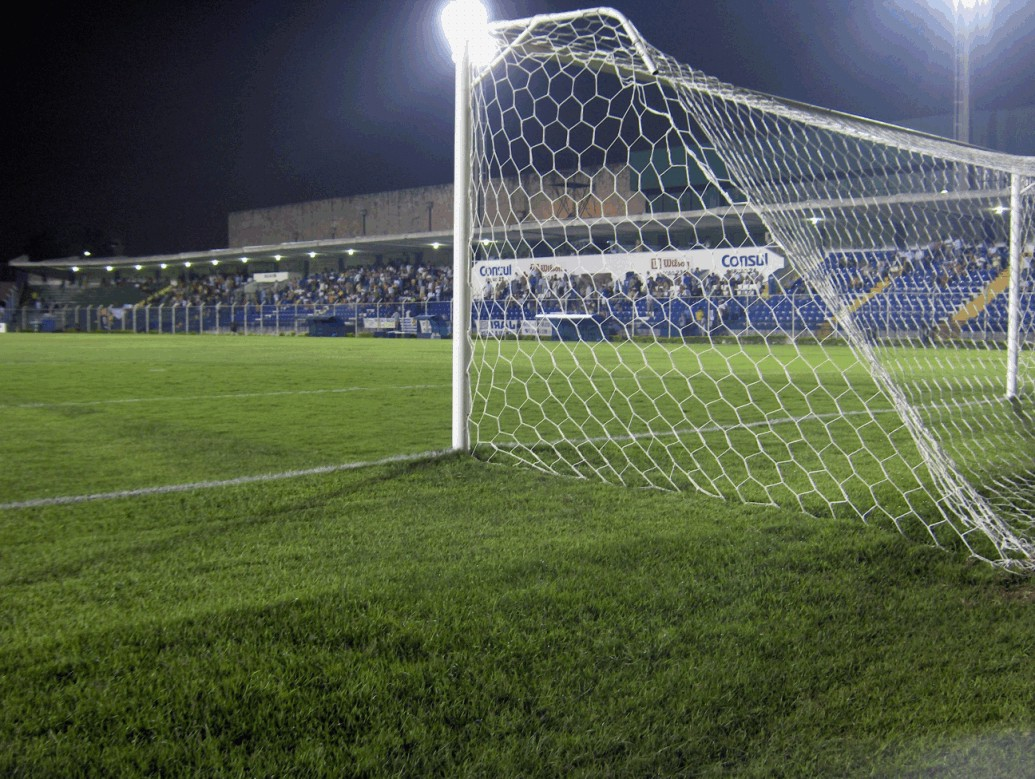
Anacleto Campanella
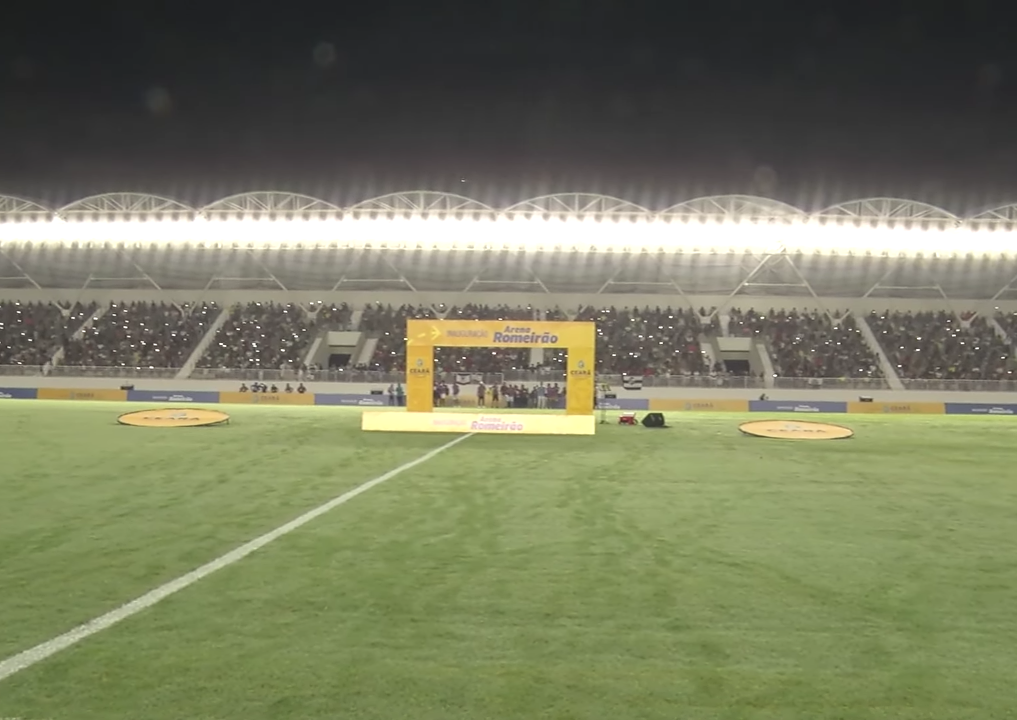
Romeirão

## Classificação
|  | v d e |

| Pos | Equipes             | Pts | J  | V  | E  | D  | GP | GC | SG  | %  | M       | Classificação ou rebaixamento |
| --- | ------------------- | --- | -- | -- | -- | -- | -- | -- | --- | -- | ------- | ----------------------------- |
| 1   | Palmeiras           | 79  | 38 | 24 | 7  | 7  | 71 | 28 | +43 | 69 | Estável | Promovidos à Série A de 2014  |
| 2   | Chapecoense         | 72  | 38 | 20 | 12 | 6  | 60 | 31 | +29 | 63 | Estável | Promovidos à Série A de 2014  |
| 3   | Sport               | 63  | 38 | 20 | 3  | 15 | 64 | 56 | +8  | 55 | Estável | Promovidos à Série A de 2014  |
| 4   | Figueirense         | 60  | 38 | 18 | 6  | 14 | 63 | 52 | +11 | 52 | Estável | Promovidos à Série A de 2014  |
| 5   | Icasa               | 59  | 38 | 18 | 5  | 15 | 50 | 54 | –4  | 52 | Estável |                               |
| 6   | Joinville           | 59  | 38 | 17 | 8  | 13 | 58 | 44 | +14 | 52 | 1       |                               |
| 7   | Ceará               | 59  | 38 | 16 | 11 | 11 | 60 | 50 | +10 | 52 | 1       |                               |
| 8   | Paraná              | 57  | 38 | 16 | 9  | 13 | 55 | 39 | +16 | 50 | 1       |                               |
| 9   | América Mineiro     | 57  | 38 | 14 | 15 | 9  | 51 | 42 | +9  | 50 | 1       |                               |
| 10  | Avaí                | 56  | 38 | 16 | 8  | 14 | 49 | 46 | +3  | 49 | Estável |                               |
| 11  | Boa Esporte         | 50  | 38 | 13 | 11 | 14 | 33 | 46 | –13 | 44 | Estável |                               |
| 12  | Bragantino          | 47  | 38 | 13 | 8  | 17 | 37 | 43 | –6  | 41 | Estável |                               |
| 13  | América de Natal    | 47  | 38 | 11 | 14 | 13 | 48 | 56 | –8  | 41 | Estável |                               |
| 14  | ABC                 | 46  | 38 | 13 | 7  | 18 | 45 | 58 | –13 | 40 | Estável |                               |
| 15  | Oeste               | 46  | 38 | 11 | 13 | 14 | 44 | 58 | –14 | 40 | Estável |                               |
| 16  | Atlético Goianiense | 44  | 38 | 12 | 8  | 18 | 42 | 51 | –9  | 38 | 1       |                               |
| 17  | Guaratinguetá       | 41  | 38 | 11 | 8  | 19 | 42 | 54 | –12 | 36 | 1       | Rebaixados à Série C de 2014  |
| 18  | Paysandu            | 40  | 38 | 10 | 10 | 18 | 40 | 56 | –16 | 35 | Estável | Rebaixados à Série C de 2014  |
| 19  | São Caetano         | 36  | 38 | 9  | 9  | 20 | 45 | 59 | –14 | 31 | Estável | Rebaixados à Série C de 2014  |
| 20  | ASA                 | 35  | 38 | 11 | 2  | 25 | 41 | 75 | –34 | 31 | Estável | Rebaixados à Série C de 2014  |

## Confrontos
|               | ABC | AMN | AMM | ASA | ATG | AVA | BOA | BRG | CEA | CHA | FIG | GTA | ICA | JOI | OES | PAL | PAR | PAY | SCA | SPT |
| ------------- | --- | --- | --- | --- | --- | --- | --- | --- | --- | --- | --- | --- | --- | --- | --- | --- | --- | --- | --- | --- |
| ABC           | —   | 3–3 | 2–1 | 4–1 | 0–1 | 1–0 | 3–1 | 1–1 | 1–1 | 2–0 | 3–2 | 2–4 | 1–0 | 0–0 | 0–0 | 3–2 | 0–2 | 3–0 | 2–0 | 4–2 |
| América-RN    | 0–0 | —   | 2–2 | 2–0 | 2–1 | 2–3 | 0–0 | 0–2 | 1–0 | 0–1 | 2–0 | 2–2 | 1–1 | 1–1 | 2–2 | 0–2 | 4–1 | 3–0 | 2–1 | 2–4 |
| América-MG    | 0–0 | 1–1 | —   | 1–0 | 3–0 | 0–0 | 0–0 | 2–2 | 2–2 | 1–1 | 2–4 | 1–0 | 1–2 | 0–2 | 4–3 | 1–1 | 2–2 | 0–1 | 2–1 | 5–0 |
| ASA           | 4–0 | 1–2 | 2–0 | —   | 0–1 | 1–0 | 0–1 | 2–1 | 2–3 | 0–2 | 3–1 | 2–1 | 3–1 | 0–1 | 3–0 | 0–3 | 1–4 | 1–1 | 1–0 | 2–4 |
| Atlético-GO   | 0–1 | 0–1 | 1–1 | 5–1 | —   | 2–1 | 3–1 | 0–1 | 1–3 | 0–0 | 2–3 | 2–0 | 0–3 | 2–1 | 4–0 | 1–3 | 0–2 | 1–0 | 1–1 | 2–1 |
| Avaí          | 2–0 | 0–1 | 1–2 | 2–0 | 1–0 | —   | 1–0 | 3–0 | 1–1 | 1–2 | 0–4 | 2–1 | 3–1 | 0–2 | 2–2 | 2–4 | 2–2 | 2–0 | 2–1 | 1–0 |
| Boa Esporte   | 1–0 | 3–2 | 1–1 | 1–2 | 0–0 | 0–0 | —   | 0–0 | 1–2 | 1–4 | 0–2 | 2–0 | 1–0 | 1–0 | 0–4 | 1–0 | 3–2 | 1–0 | 1–0 | 2–3 |
| Bragantino    | 2–1 | 0–1 | 0–1 | 2–0 | 2–0 | 1–1 | 0–1 | —   | 2–0 | 1–0 | 1–1 | 2–0 | 1–2 | 1–2 | 2–0 | 0–2 | 0–0 | 0–0 | 1–0 | 1–2 |
| Ceará         | 4–0 | 2–1 | 1–1 | 4–1 | 0–1 | 2–1 | 2–2 | 5–3 | —   | 3–1 | 1–1 | 2–0 | 1–0 | 0–3 | 1–0 | 2–2 | 1–1 | 1–0 | 4–2 | 4–1 |
| Chapecoense   | 5–1 | 0–0 | 2–0 | 4–0 | 3–0 | 3–1 | 1–0 | 1–1 | 1–1 | —   | 1–1 | 1–0 | 1–2 | 2–1 | 1–1 | 1–0 | 2–2 | 3–2 | 6–2 | 0–0 |
| Figueirense   | 2–0 | 3–2 | 1–2 | 2–0 | 1–1 | 1–3 | 3–0 | 2–1 | 2–1 | 0–2 | —   | 2–1 | 3–0 | 0–1 | 3–0 | 2–3 | 1–0 | 3–2 | 3–1 | 3–2 |
| Guaratinguetá | 3–1 | 2–0 | 1–0 | 2–1 | 2–0 | 1–0 | 0–0 | 1–0 | 0–1 | 0–0 | 1–1 | —   | 3–0 | 1–3 | 0–0 | 1–1 | 3–4 | 1–1 | 3–2 | 1–4 |
| Icasa         | 2–1 | 1–1 | 1–2 | 5–2 | 0–0 | 3–4 | 1–0 | 4–1 | 1–0 | 1–2 | 1–0 | 3–2 | —   | 2–1 | 0–3 | 1–0 | 0–3 | 2–1 | 3–2 | 2–1 |
| Joinville     | 1–2 | 3–1 | 2–1 | 2–0 | 2–1 | 1–2 | 2–3 | 3–0 | 1–1 | 2–2 | 3–1 | 1–1 | 0–0 | —   | 1–1 | 0–1 | 1–0 | 4–2 | 1–0 | 2–3 |
| Oeste         | 2–1 | 4–1 | 1–1 | 1–2 | 2–4 | 1–1 | 0–0 | 2–0 | 2–1 | 1–0 | 2–2 | 1–0 | 0–0 | 0–2 | —   | 0–2 | 1–0 | 1–0 | 0–3 | 0–3 |
| Palmeiras     | 4–1 | 0–0 | 0–1 | 3–0 | 1–0 | 2–1 | 3–0 | 2–1 | 4–1 | 0–0 | 4–0 | 1–0 | 4–0 | 3–0 | 4–0 | —   | 2–1 | 3–2 | 0–0 | 2–1 |
| Paraná        | 1–0 | 4–0 | 0–1 | 1–0 | 1–1 | 0–1 | 3–1 | 1–0 | 3–0 | 0–1 | 1–0 | 4–0 | 2–0 | 1–1 | 1–2 | 1–1 | —   | 3–1 | 0–0 | 1–0 |
| Paysandu      | 1–0 | 1–1 | 0–2 | 1–1 | 0–0 | 0–2 | 0–0 | 0–1 | 2–1 | 2–1 | 2–1 | 4–3 | 1–2 | 2–1 | 3–3 | 1–0 | 2–0 | —   | 2–2 | 2–0 |
| São Caetano   | 2–1 | 2–2 | 1–1 | 3–0 | 4–2 | 0–0 | 0–1 | 0–1 | 0–0 | 0–1 | 0–2 | 0–1 | 2–1 | 3–2 | 2–2 | 1–2 | 2–1 | 3–1 | —   | 2–1 |
| Sport         | 1–0 | 3–0 | 1–3 | 4–2 | 3–2 | 2–0 | 2–2 | 0–2 | 2–1 | 1–2 | 1–0 | 1–0 | 0–2 | 3–2 | 2–0 | 1–0 | 2–0 | 0–0 | 3–0 | —   |

| Vitória do mandante; Vitória do visitante; Empate. | Em negrito os jogos "clássicos". |

## Desempenho por rodada
Clubes que lideraram o campeonato ao final de cada rodada:
| Rodadas | Rodadas | Rodadas | Rodadas | Rodadas | Rodadas | Rodadas | Rodadas | Rodadas | Rodadas | Rodadas | Rodadas | Rodadas | Rodadas | Rodadas | Rodadas | Rodadas | Rodadas | Rodadas | Rodadas | Rodadas | Rodadas | Rodadas | Rodadas | Rodadas | Rodadas | Rodadas | Rodadas | Rodadas | Rodadas | Rodadas | Rodadas | Rodadas | Rodadas | Rodadas | Rodadas | Rodadas | Rodadas |
| ------- | ------- | ------- | ------- | ------- | ------- | ------- | ------- | ------- | ------- | ------- | ------- | ------- | ------- | ------- | ------- | ------- | ------- | ------- | ------- | ------- | ------- | ------- | ------- | ------- | ------- | ------- | ------- | ------- | ------- | ------- | ------- | ------- | ------- | ------- | ------- | ------- | ------- |
| 1       | 2       | 3       | 4       | 5       | 6       | 7       | 8       | 9       | 10      | 11      | 12      | 13      | 14      | 15      | 16      | 17      | 18      | 19      | 20      | 21      | 22      | 23      | 24      | 25      | 26      | 27      | 28      | 29      | 30      | 31      | 32      | 33      | 34      | 35      | 36      | 37      | 38      |
| CHA     | PAL     | FIG     | CHA     | CHA     | CHA     | CHA     | CHA     | CHA     | CHA     | CHA     | CHA     | CHA     | CHA     | CHA     | PAL     | PAL     | PAL     | PAL     | PAL     | PAL     | PAL     | PAL     | PAL     | PAL     | PAL     | PAL     | PAL     | PAL     | PAL     | PAL     | PAL     | PAL     | PAL     | PAL     | PAL     | PAL     | PAL     |

Clubes que ficaram na última posição do campeonato ao final de cada rodada:
| Rodadas | Rodadas | Rodadas | Rodadas | Rodadas | Rodadas | Rodadas | Rodadas | Rodadas | Rodadas | Rodadas | Rodadas | Rodadas | Rodadas | Rodadas | Rodadas | Rodadas | Rodadas | Rodadas | Rodadas | Rodadas | Rodadas | Rodadas | Rodadas | Rodadas | Rodadas | Rodadas | Rodadas | Rodadas | Rodadas | Rodadas | Rodadas | Rodadas | Rodadas | Rodadas | Rodadas | Rodadas | Rodadas |
| ------- | ------- | ------- | ------- | ------- | ------- | ------- | ------- | ------- | ------- | ------- | ------- | ------- | ------- | ------- | ------- | ------- | ------- | ------- | ------- | ------- | ------- | ------- | ------- | ------- | ------- | ------- | ------- | ------- | ------- | ------- | ------- | ------- | ------- | ------- | ------- | ------- | ------- |
| 1       | 2       | 3       | 4       | 5       | 6       | 7       | 8       | 9       | 10      | 11      | 12      | 13      | 14      | 15      | 16      | 17      | 18      | 19      | 20      | 21      | 22      | 23      | 24      | 25      | 26      | 27      | 28      | 29      | 30      | 31      | 32      | 33      | 34      | 35      | 36      | 37      | 38      |
| BRG     | BRG     | ASA     | ABC     | ABC     | ABC     | ABC     | ABC     | ABC     | ABC     | ABC     | ABC     | ABC     | ABC     | ABC     | ABC     | ABC     | ABC     | ABC     | ABC     | ABC     | ABC     | ABC     | ABC     | ABC     | ASA     | ASA     | ASA     | ASA     | ASA     | ASA     | ASA     | ASA     | ASA     | SCA     | ASA     | ASA     | ASA     |

## Caso Icasa
Com uma campanha de 59 pontos, atrás apenas do quarto colocado e promovido Figueirense por um ponto, o Icasa denunciou o clube catarinense por haver escalado um possível jogador irregular. Isso aconteceu por causa de um erro no registro da Confederação Brasileira de Futebol, que permitiu com que o time pudesse escalar o jogador.
Com isso, o Icasa foi ao Superior Tribunal de Justiça Desportiva (STJD) para tentar tirar os pontos do Figueirense e, por consequência, ganhar a vaga na primeira divisão. O time cearense venceu todas as instâncias no tribunal, mas a CBF não deu a vaga, alegando que o clube tinha entrado com a ação depois do prazo, afinal, a escalação aconteceu na segunda rodada da Série B de 2013 e o clube só entrou com a ação em fevereiro de 2014.
Após uma longa batalha jurídica que se estendeu por anos, o clube cearense pediu uma indenização de cerca de 52 milhões de reais para a CBF na Justiça em 2020.

## Artilharia
| Gols | Jogador        | Time        |
| ---- | -------------- | ----------- |
| 31   | Bruno Rangel   | Chapecoense |
| 22   | Marcos Aurélio | Sport       |
| 20   | Magno Alves    | Ceará       |
| 14   | Alan Kardec    | Palmeiras   |
| 14   | Lima           | Joinville   |
| 14   | Rafael Costa   | Figueirense |
| 14   | Rodrigo Silva  | ABC         |
| 13   | Leandro        | Palmeiras   |
| 12   | Lincom         | Bragantino  |
| 12   | Lúcio Maranhão | ASA         |

## Maiores públicos
Esses são os dez maiores públicos do Campeonato:
| Nº | Público[i] | Mandante            | Placar | Visitante   | Estádio          | Data           | Rodada |
| -- | ---------- | ------------------- | ------ | ----------- | ---------------- | -------------- | ------ |
| 1  | 48 960     | Ceará               | 2–2    | Palmeiras   | Castelão         | 31 de agosto   | 18ª    |
| 2  | 33 478     | Palmeiras           | 0–0    | São Caetano | Pacaembu         | 26 de outubro  | 32ª    |
| 3  | 31 792     | Ceará               | 1–1    | Paraná      | Castelão         | 12 de outubro  | 29ª    |
| 4  | 29 948     | Paysandu            | 1–0    | Palmeiras   | Mangueirão       | 12 de novembro | 35ª    |
| 5  | 29 012     | Palmeiras           | 2–1    | Paraná      | Pacaembu         | 10 de agosto   | 14ª    |
| 6  | 27 054     | Sport               | 0–0    | Paysandu    | Ilha do Retiro   | 30 de novembro | 38ª    |
| 7  | 26 327     | Ceará               | 2–1    | Avaí        | Castelão         | 12 de novembro | 35ª    |
| 8  | 22 691     | Atlético Goianiense | 1–3    | Palmeiras   | JK               | 7 de setembro  | 20ª    |
| 9  | 22 488     | Palmeiras           | 4–1    | ABC         | Pacaembu         | 12 de julho    | 8ª     |
| 10 | 22 099     | Sport               | 4–2    | ASA         | Arena Pernambuco | 26 de outubro  | 32ª    |

- i. ^ Considera-se apenas o público pagante

## Menores públicos
Esses são os dez menores públicos do Campeonato:
| Nº | Público[i] | Mandante         | Placar | Visitante           | Estádio             | Data           | Rodada |
| -- | ---------- | ---------------- | ------ | ------------------- | ------------------- | -------------- | ------ |
| 1  | 47         | América de Natal | 2–2    | Oeste               | Aflitos             | 30 de novembro | 38ª    |
| 2  | 139        | Bragantino       | 0–1    | Boa Esporte         | Nabi Abi Chedid     | 28 de maio     | 2ª     |
| 3  | 199        | São Caetano      | 3–2    | Joinville           | Anacleto Campanella | 16 de novembro | 36ª    |
| 4  | 201        | São Caetano      | 2–2    | América de Natal    | Anacleto Campanella | 23 de novembro | 37ª    |
| 5  | 205        | São Caetano      | 3–0    | ASA                 | Anacleto Campanella | 3 de setembro  | 19ª    |
| 6  | 240        | Boa Esporte      | 1–0    | ABC                 | Melão               | 11 de junho    | 6ª     |
| 7  | 259        | ASA              | 0–2    | Chapecoense         | Fumeirão            | 5 de julho     | 7ª     |
| 8  | 267        | São Caetano      | 1–1    | América Mineiro     | Anacleto Campanella | 5 de novembro  | 34ª    |
| 9  | 282        | São Caetano      | 4–2    | Atlético Goianiense | Anacleto Campanella | 4 de junho     | 4ª     |
| 10 | 329        | Bragantino       | 0–1    | América de Natal    | Nabi Abi Chedid     | 2 de julho     | 7ª     |

- i. ^ Considera-se apenas o público pagante

## Médias de público
Atualizado até a 38ª rodada.
Essas são as médias de público dos clubes no Campeonato. Considera-se apenas os jogos da equipe como mandante e o público pagante:
| 1. Sport – 15.686 2. Palmeiras – 14.974 3. Ceará – 13.847 4. Joinville – 8.334 5. Paysandu – 7.557 6. Chapecoense – 6.562 7. Paraná – 6.257 8. Avaí – 6.054 9. Figueirense – 5.111 10. ABC – 4.117 | 1. Atlético Goianiense – 3.688 2. Icasa – 3.021 3. América Mineiro – 2.589 4. Oeste – 2.338 5. ASA – 2.094 6. Boa Esporte – 1.830 7. América de Natal – 1.650 8. Guaratinguetá – 1.588 9. Bragantino – 1.077 10. São Caetano – 577 |

## Mudança de técnicos
| Clube         | Antecessor         | Motivo                      | Data           | Última partida                | Rod | Pos | Sucessor             | Ref.          |
| ------------- | ------------------ | --------------------------- | -------------- | ----------------------------- | --- | --- | -------------------- | ------------- |
| Bragantino    | Mazola Júnior      | Demitido                    | 30 de maio     | Bragantino 0–1 Boa Esporte    | 2ª  | 20° | Vágner Benazzi       | [ 21 ] [ 22 ] |
| Paysandu      | Lecheva            | Demitido                    | 1 de junho     | Paysandu 1–1 América-RN       | 3ª  | 17° | Givanildo Oliveira   | [ 23 ]        |
| Ceará         | Leandro Campos     | Demitido                    | 5 de junho     | Oeste 2–1 Ceará               | 4ª  | 12° | Sérgio Guedes        | [ 24 ] [ 25 ] |
| Icasa         | Francisco Diá      | Resignado                   | 5 de junho     | Icasa 1–2 América-MG          | 4ª  | 12° | Sidney Moraes        | [ 26 ] [ 27 ] |
| ABC           | Paulo Porto        | Demitido                    | 7 de junho     | Chapecoense 5–1 ABC           | 5ª  | 20° | Waldemar Lemos       | [ 28 ] [ 29 ] |
| Avaí          | Ricardinho         | Resignado                   | 12 de junho    | Avaí 1–2 América-MG           | 6ª  | 13° | Hemerson Maria       | [ 30 ] [ 31 ] |
| Atlético-GO   | Waldemar Lemos     | Demitido                    | 12 de junho    | Atlético-GO 0–3 Icasa         | 6ª  | 15° | René Simões          | [ 32 ] [ 33 ] |
| ASA           | Ricardo Silva      | Resignado                   | 11 de julho    | ASA 0–2 Flamengo[a1]          | 7ª  | 16° | Leandro Campos       | [ 34 ]        |
| Oeste         | Roberto Cavalo     | Demitido                    | 18 de julho    | Icasa 0–3 Oeste               | 9ª  | 8°  | Edison Só            | [ 35 ] [ 36 ] |
| América-RN    | Roberto Fernandes  | Demitido                    | 20 de julho    | Paraná 4–0 América-RN         | 9ª  | 19° | Argel Fucks          | [ 37 ] [ 38 ] |
| Joinville     | Arturzinho         | Demitido                    | 24 de julho    | Icasa 2–1 Joinville           | 10ª | 4°  | Ricardo Drubscky     | [ 39 ] [ 40 ] |
| Paysandu      | Givanildo Oliveira | Demitido                    | 28 de julho    | ABC 3–0 Paysandu              | 10ª | 17° | Arturzinho           | [ 41 ] [ 42 ] |
| Atlético-GO   | René Simões        | Resignado                   | 3 de agosto    | Atlético-GO 0–2 Paraná        | 12ª | 15° | PC Gusmão            | [ 43 ] [ 44 ] |
| ABC           | Waldemar Lemos     | Demitido                    | 7 de agosto    | ABC 0–0 Oeste                 | 13ª | 20° | Roberto Fernandes    | [ 45 ] [ 46 ] |
| São Caetano   | Marcelo Veiga      | Demitido                    | 14 de agosto   | América-MG 2–1 São Caetano    | 15ª | 16° | Sérgio Guedes        | [ 47 ] [ 48 ] |
| Ceará         | Sérgio Guedes      | Contratado pelo São Caetano | 18 de agosto   | Avaí 1–1 Ceará                | 16ª | 14° | Sérgio Soares        | [ 48 ] [ 49 ] |
| Figueirense   | Adílson Batista    | Demitido                    | 18 de agosto   | ABC 3–2 Figueirense           | 16ª | 8°  | Vinícius Eutrópio    | [ 50 ] [ 51 ] |
| Oeste         | Edison Só          | Demitido                    | 18 de agosto   | Oeste 0–2 Joinville           | 16ª | 12° | Ivan Baitello        | [ 52 ] [ 53 ] |
| Guaratinguetá | Carlos Octávio     | Demitido                    | 21 de agosto   | Ceará 2–0 Guaratinguetá       | 17ª | 15° | Toninho Cecílio      | [ 54 ]        |
| América-RN    | Argel Fucks        | Demitido                    | 28 de agosto   | América-RN 0–1 Chapecoense    | 15ª | 19° | Pintado              | [ 55 ] [ 56 ] |
| América-MG    | Paulo Comelli      | Demitido                    | 3 de setembro  | ABC 2–1 América-MG            | 19ª | 10° | Silas                | [ 57 ] [ 58 ] |
| Sport         | Marcelo Martelotte | Demitido                    | 7 de setembro  | Sport 0–2 Icasa               | 20ª | 5°  | Geninho              | [ 59 ] [ 60 ] |
| ASA           | Leandro Campos     | Resignado                   | 18 de setembro | ASA 0–1 Boa Esporte           | 23ª | 17° | Ricardo Silva        | [ 61 ] [ 62 ] |
| Bragantino    | Vágner Benazzi     | Demitido                    | 18 de setembro | Bragantino 2–1 ABC            | 23ª | 11° | Marcelo Veiga        | [ 63 ] [ 64 ] |
| Paysandu      | Arturzinho         | Demitido                    | 18 de setembro | Paraná 3–1 Paysandu           | 23ª | 19° | Vágner Benazzi       | [ 65 ] [ 66 ] |
| Guaratinguetá | Toninho Cecílio    | Demitido                    | 23 de setembro | Guaratinguetá 2–0 América-RN  | 24ª | 13° | Leandro Campos       | [ 67 ] [ 68 ] |
| ASA           | Ricardo Silva      | Resignado                   | 2 de outubro   | Chapecoense 4–0 ASA           | 26ª | 20° | Heron Ferreira       | [ 69 ]        |
| América-RN    | Pintado            | Demitido                    | 5 de outubro   | Sport 3–0 América-RN          | 27ª | 16° | Leandro Sena         | [ 70 ] [ 71 ] |
| Guaratinguetá | Leandro Campos     | Resignado                   | 7 de outubro   | Icasa 3–2 Guaratinguetá       | 27ª | 14° | Betinho (interino)   | [ 72 ] [ 73 ] |
| Joinville     | Ricardo Drubscky   | Demitido                    | 9 de outubro   | Joinville 1–2 ABC             | 28ª | 9°  | Sérgio Ramirez       | [ 74 ] [ 75 ] |
| São Caetano   | Sérgio Guedes      | Demitido                    | 9 de outubro   | Guaratinguetá 3–2 São Caetano | 28ª | 19° | Pintado              | [ 76 ]        |
| Oeste         | Ivan Baitello      | Resignado                   | 16 de outubro  | Guaratinguetá 0–0 Oeste       | 30ª | 15° | Luís Carlos Martins  | [ 77 ] [ 78 ] |
| Atlético-GO   | PC Gusmão          | Demitido                    | 25 de outubro  | Atlético-GO 0–0 Chapecoense   | 32ª | 17° | Gilberto Pereira     | [ 79 ] [ 80 ] |
| Paysandu      | Vágner Benazzi     | Demitido                    | 25 de novembro | Paysandu 0–1 Bragantino       | 37ª | 18° | Rogerinho (interino) | [ 81 ]        |

Notas
- A1 ^  Partida válida pela Copa do Brasil.

## Premiação
| Campeonato Brasileiro 2013 Série B                |
| São Paulo                                         |
| ------------------------------------------------- |
| Sociedade Esportiva Palmeiras Campeão (2º título) |